# Presbiopia
La presbiopia [dal greco presbys (πρέσβυς) vecchio e op- (οπ-) -opia ottico o dell'occhio, radice dei termini riguardanti la vista, quindi occhio vecchio], detta anche presbitismo, è una condizione parafisiologica del cristallino dell'occhio che dopo le prime quattro decadi di vita perde elasticità e dunque la capacità di focalizzare in modo nitido gli oggetti a distanze inferiori a 25 cm (convenzione oftalmica).  
Non appartenente, in senso stretto, ai difetti di rifrazione, non fa quindi parte delle ametropie. Si tratta di un calo del potere di accomodazione dell'occhio, di solito inferiore alle quattro diottrie, dovuto a un progressivo irrigidimento e sclerosi di alcune aree del cristallino. 
Esistono occhiali appositamente concepiti, detti occhiali da lettura, per risolvere il 98% dei casi. 
Con la tecnologia moderna, è possibile ridurre o in alcuni casi eliminare il difetto, tramite interventi più invasivi di sostituzione del cristallino o meno invasivi di correzione del cristallino col laser.

## Insorgenza e sintomi
La presbiopia, in un occhio emmetrope (non affetto da altri difetti visivi), si manifesta come difficoltà a mettere a fuoco da vicino: inizialmente si ha difficoltà ad avvicinare gli oggetti più vicino dei 25 cm per vederne i particolari più minuti, poi si ha difficoltà a leggere a 35 cm di distanza, e poi a lavorare al computer da 40-50 cm, ecc. Questo avviene perché il livello di accomodazione disponibile è diventato sempre più incapace a garantire una buona messa a fuoco alle brevi distanze (entro i 25 cm). 
Inizia a insorgere per lo più tra i 35 e 45 anni (a seconda degli individui), per terminare o rallentare fortemente tra i 60 e 70 anni: fino a 65 anni circa il potere accomodativo continuerà a diminuire notevolmente, per poi stabilizzarsi (vedere grafico sotto); ma dove alcuni individui non si accorgono nemmeno dell'insorgenza iniziale e inoltre, secondo diversi studi, la presbiopia è un difetto minore negli abitanti delle basse latitudini.
All'inizio, quando è presente ancora una buona capacità di accomodazione, si può ovviare al difetto visivo allontanando dagli occhi ciò che si legge (allungare le braccia); tuttavia dopo i 50 anni diventa spesso indispensabile l'uso di lenti correttive per la lettura da vicino, poiché il livello di accomodazione residuo è ormai estremamente ridotto, e qualsiasi tentativo di mettere a fuoco naturalmente può creare un sentito affaticamento, come bruciori agli occhi e mal di testa, soprattutto in assenza di un'adeguata illuminazione. Possono funzionare anche gli occhiali stenopeici, ma necessitano di una buona luce. 
A proposito di distanze, è giusto ricordare che avvicinando gli oggetti agli occhi, creiamo una sorta di ingrandimento naturale delle dimensioni osservate e dunque un miglioramento di lettura dei dettagli e ad esempio dei caratteri scritti molto piccoli (vedi medicinali), ma se la presbiopia ci limita le distanze ravvicinate, occorre utilizzare lenti di ingrandimento (occhiali da presbiopia da +1 a +4 diottrie, di solito a passi di 0,50 D).

## Interazioni con altri difetti
Nei soggetti che presentano una miopia lieve o moderata, la presbiopia non viene sempre avvertita perché un occhio miope è già naturalmente focalizzato sulle brevi distanze e raramente fa uso del meccanismo di accomodazione; la visione resta pressoché invariata a occhio nudo (sfocata e confusa da lontano ma nitida da vicino). Tuttavia, con l'insorgere della presbiopia, il miope si renderà conto che con le sue lenti correttive per vedere bene da lontano non sarà più in grado di vedere correttamente anche da vicino; sarà sempre obbligato a toglierle. Chi è affetto da una miopia notevole, invece, non dovrà togliere completamente gli occhiali per leggere da vicino (in tal caso dovrebbe avvicinarsi eccessivamente a ciò che legge), ma farne un altro paio con gradazione inferiore rispetto a quella per lontano, in modo da ottenere una visione nitida a distanza di lettura (30-40 cm).
Diversamente nei soggetti ipermetropi, la presbiopia può influire molto sulla capacità visiva, poiché gli occhiali per la visione da lontano diventano insufficienti per vedere nitidamente da vicino, rendendo necessario l'uso di lenti ancora più forti per la lettura; per le ipermetropie latenti (fino a +1,50 diottrie), l'arrivo della presbiopia piano piano smaschera il difetto di ipermetropia, fino ad allora occultato dalla continua accomodazione della vista, perché dapprima si manifesta la visione sfocata da vicino, ma nel giro di 2-3 anni si iniziano ad avere piccole difficoltà di messa a fuoco anche da lontano, con conseguente affaticamento della vista; anche in questo caso sarà necessario un paio di occhiali per la visione da lontano (correzione ipermetropia) e uno più forte per la visione da vicino (correzione ipermetropia + correzione presbiopia).

## Correzione

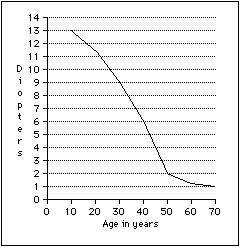
Grafico della diminuzione dell'ampiezza accomodativa in relazione all'età

La terapia varia da paziente a paziente. La correzione avviene con lenti oftalmiche positive, che aggiungono all'occhio il potere refrattivo minimo sufficiente per una corretta visione a distanza di lettura (+1,00 diottria o +1,50 per presbiopia leggera, allo stadio iniziale; + 2,00 o +2,50 diottrie per presbiopia manifesta, abbastanza sviluppata; infine +3,00 diottrie quando l'occhio ha ormai perso tutta la sua capacità di accomodazione, in genere in età senile). Le lenti correttive della presbiopia vanno tolte per vedere da lontano, perché danno una visione tanto più sfocata quanto maggiore è il loro potere diottrico. In presenza di altri difetti di vista, per ottenere la correzione ideale da vicino, si fa la somma algebrica delle diottrie di presbiopia (positive) con le diottrie di miopia (negative) oppure con quelle di ipermetropia (anch'esse positive): questo spiega perché un miope leggero (entro le -3,00 diottrie di difetto) può semplicemente togliere i suoi occhiali per lontano quando legge da vicino, tuttavia quando la miopia è estremamente lieve (fino a -1,00 diottria), sarà comunque necessario un occhiale positivo per la lettura.
Nelle farmacie, parafarmacie e talvolta anche presso supermercati e tabacchini, sono disponibili all'acquisto a un piccolo prezzo (quasi mai superiore ai 10 euro) degli occhiali premontati con poteri diottrici che vanno da un minimo di +1,00 a un massimo fino a +3,50 diottrie (quest'ultima lente, in caso di semplice presbiopia senza ipermetropia associata, permette di vedere soltanto a una distanza entro 30 centimetri dagli occhi, producendo una sfocatura molto intensa di tutto ciò che sta a distanze maggiori). Questi occhiali sono costruiti sulla base di una distanza interpupillare media, che pertanto può essere più o meno diversa, per difetto o eccesso, da quella specifica di una persona; per questo motivo è consigliato usare queste lenti solo occasionalmente oppure per brevi periodi. 
Altri tipi di correzione possono essere l'uso di lenti a contatto multifocali, occhiali multifocali (in modo da evitare il continuo leva e metti di occhiali), oppure un intervento chirurgico di impianto di un cristallino multifocale o con tecnologia EDOF oppure ancora accomodativo. Esistono inoltre delle tecniche di chirurgia refrattiva laser che eliminano la presbiopia agendo sulla cornea. L'uso di occhiali multifocali, inoltre, permette una visione confortevole a tutte le distanze, compreso il computer fisso e la scrivania d'ufficio, poiché a quelle distanze intermedie (60-80 cm), quando la presbiopia diventa notevole (in genere intorno ai 60 anni), la visione risulterebbe sfocata sia a occhio nudo sia con gli occhiali da lettura (i quali costringerebbero il soggetto ad avvicinarsi troppo, incurvando collo e schiena). A chi è affetto da ipermetropia o forte miopia, invece, le lenti multifocali consentono di vedere bene a ogni distanza, senza dover cambiare continuamente occhiali per lontano e per vicino.